# Мелашенко, Сергей Юрьевич
Сергей Юрьевич Мелашенко (укр. Сергій Юрійович Мелашенко; род. 16 августа 1996, Чернигов) — украинский футболист, вратарь клуба «Трансинвест».

## Карьера

### «Десна»
Футболом начал заниматься в местной черниговской школьной секции, откуда позже перебрался в СДЮШОР «Юность», в которой пробыл до 2013 года. В 2015 году футболист стал игроком черниговского клуба ЛКТ, вместе с которым начал выступать на областном чемпионате. В начале 2016 года футболист перешёл в любительский клуб «Зернопром». В августе 2016 года футболист стал игроком черниговской «Десны», где выступал на молодёжном уровне. Дебютный матч за клуб футболист сыграл 19 мая 2018 года против клуба «Гелиос», сохранив свои ворота нетронутыми. Больше футболист за основную команду клуба ни провёл ни матча.

#### Аренда в «Минай»
В августе 2018 года футболист на правах арендного соглашения присоединился к клубу «Минай» из украинской Второй лиги. Дебютировал за клуб футболист 1 сентября 2018 года в матче против житомирского «Полесья». Футболист сразу же смог закрепиться в клубе, став основным вратарём, за первую половину сезона отличившись 6 сухими матчами за 13 проведённых встреч во всех турнирах. В конце декабря 2018 года футболист был отозван назад в черниговский клуб.

### «Горняк» Кривой Рог
В феврале 2019 года футболист присоединился к криворожскому клубу «Горняк». Дебютировал за клуб футболист 6 апреля 2019 года в матче против «Никополя». Однако закрепиться в основной команде клуба у футболиста не вышло, за которую тот успел провести всего лишь 4 матча в рамках украинской Второй лиги. В июле 2019 года футболист покинул криворожский клуб.

### «Невежис»
В июне 2020 года футболист на правах свободного агента перешёл в литовский клуб «Невежис». Дебютировал за клуб футболист 19 июня 2020 года в матче против вильнюсского клуба БФА. Футболист сразу же закрепился в основной команде литовского клуба, став основным вратарём. Вместе с клубом футболист по итогу сезона стал победителем литовской Первой лиги, получив прямое повышение в высший дивизион. Дебютный матч в литовском чемпионате футболист сыграл 6 марта 2021 года против клуба «Дайнава». На протяжении сезона футболист продолжал выступать в клубе в роли основного вратаря, однако завершил чемпионат вместе с клубом на итоговом последнем месте, вследствие чего вылетев назад в Первую лигу. В октябре 2021 года футболист покинул литовский клуб.

### «Ритеряй»
В феврале 2022 года футболист на правах свободного агента присоединился к литовскому клубу «Ритеряй». Однако на протяжении сезона футболист был в клубе лишь резервным вратарём, на поле так и не выйдя. Сам же футболист провёл несколько матчей за вторую команду клуба в рамках Первой лиги. По окончании сезона футболист покинул литовский клуб.

### «Трансинвест»
В январе 2023 года футболист на правах свободного агента присоединился к литовскому клубу «Трансинвест». Дебютировал за клуб футболист 11 марта 2023 года в матче против клуба «Няптунас». Футболист сразу же смог закрепиться в основной команде клуба в роли основного вратаря. Вместе с клубом футболист стал обладателем Кубка Литвы, где в финале 1 октября 2023 года победили клуб «Шяуляй». Также футболист вместе с клубом стал победителем Первой лиги, получив прямое повышение в высший дивизион.
В январе 2024 года в сообщили, что футболист продолжит выступать в литовском клубе. Новый сезон футболист начал 25 февраля 2024 года с поражения за Суперкубок Литвы против клуба «Паневежис», которому уступили в серии пенальти, однако сам остался на скамейке запасных. Первый матч в чемпионате футболист сыграл 17 марта 2024 года против клуба «Дайнава».

## Статистика
| Сезон         | Дивизион | Клуб                | Страна       | Матчи | Голы |
| ------------- | -------- | ------------------- | ------------ | ----- | ---- |
| 2016/2017     | Д2       | Десна               | Флаг Украины | 0     | 0    |
| 2017/2018     | Д2       | Десна               | Флаг Украины | 1     | 0    |
| 2018/2019 (1) | Д3       | Минай               | Флаг Украины | 11    | −7   |
| 2018/2019 (2) | Д3       | Горняк (Кривой Рог) | Флаг Украины | 4     | −5   |
| 2020          | Д2       | Невежис             | Флаг Литвы   | 18    | −12  |
| 2021 (1)      | Д1       | Невежис             | Флаг Литвы   | 26    | −55  |
| 2021 (2)      | Д3       | Невежис B           | Флаг Литвы   | 2     | −1/1 |
| 2022 (1)      | Д1       | Ритеряй             | Флаг Литвы   | 0     | 0    |
| 2022 (2)      | Д2       | Ритеряй B           | Флаг Литвы   | 5     | −10  |
| 2023          | Д2       | Трансинвест         | Флаг Литвы   | 23    | −20  |

## Достижения
«Невежис»
- Победитель Первой лиги: 2020

«Трансинвест»
- Обладатель Кубка Литвы: 2023
- Победитель Первой лиги: 2023